# وينديل جونسون
وينديل جونسون (بالإنجليزية: Wendell Johnson)‏ هو عالم نفس أمريكي، ولد في 16 أبريل 1906، وتوفي في 29 أغسطس 1965.